# Valparaíso, Mexiko
Valparaíso är en ort i Mexiko.   Den ligger i kommunen Valparaíso och delstaten Zacatecas, i den centrala delen av landet, 600 km nordväst om huvudstaden Mexico City. Valparaíso ligger 1 895 meter över havet och antalet invånare är 10 545.
Terrängen runt Valparaíso är kuperad norrut, men söderut är den platt. Runt Valparaíso är det mycket glesbefolkat, med 5 invånare per kvadratkilometer. Valparaíso är det största samhället i trakten. Omgivningarna runt Valparaíso är i huvudsak ett öppet busklandskap.